# Hold on tight (Solomon Burke & De Dijk)
Hold on tight is het vijftiende studioalbum van de Nederlandse band De Dijk. Het werd eind 2009 in Brussel opgenomen in samenwerking met Solomon Burke en uitgebracht in 2010. De Amerikaanse soulzanger zingt op dit album Engelse vertalingen van nummers van De Dijk. 

## Nummers
| Nr. | Titel                         | Schrijver(s)                                                                                | Duur |
| --- | ----------------------------- | ------------------------------------------------------------------------------------------- | ---- |
| 1.  | Hold on tight                 | Pim Kops, Antonie Broek, Solomon Burke, Huub van der Lubbe, Wouter Planteijdt               | 5:27 |
| 2.  | My rose saved from the street | Nico Arzbach, Solomon Burke, Huub van der Lubbe, Wouter Planteijdt                          | 3:35 |
| 3.  | What a woman                  | Hans van der Lubbe, Solomon Burke, Huub van der Lubbe, Wouter Planteijdt, Antonie Broek     | 3:22 |
| 4.  | No one                        | Nico Arzbach, Solomon Burke, Huub van der Lubbe, Wouter Planteijdt                          | 5:24 |
| 5.  | More beauty                   | Huub van der Lubbe, Jan Robijns, Solomon Burke, Wouter Planteijdt                           | 3:48 |
| 6.  | I gotta be with you           | Nico Arzbach, Antonie Broek, Solomon Burke, Huub van der Lubbe, Wouter Planteijdt           | 4:29 |
| 7.  | Seventh heaven                | Nico Arzbach, Solomon Burke, Huub van der Lubbe, Wouter Planteijdt, Antonie Broek           | 4:57 |
| 8.  | Good for nothing              | Pim Kops, Solomon Burke, Huub van der Lubbe, Wouter Planteijdt, Antonie Broek               | 5:02 |
| 9.  | Text me                       | JB Meijers, Solomon Burke                                                                   | 4:49 |
| 10. | Don’t despair                 | Nico Arzbach, Pim Kops, Antonie Broek, Solomon Burke, Huub van der Lubbe, Wouter Planteijdt | 5:14 |
| 11. | The bend                      | Hans van der Lubbe, Solomon Burke, Huub van der Lubbe, Wouter Planteijdt                    | 5:00 |
| 12. | Perfect song                  | Nico Arzbach, Roland Brunt, Solomon Burke, Huub van der Lubbe, Wouter Planteijdt            | 3:30 |